# Großherzoglich Oldenburgische Eisenbahn
De Großherzoglich Oldenburgische Eisenbahn (afgekort GOE) was een staatsspoorwegmaatschappij van het groothertogdom Oldenburg.

## Geschiedenis
In vergelijking met andere landen in het Duitse Rijk duurde het lang voordat het eerste traject werd aangelegd. In het uitgestrekte en dunbevolkte gebied was het financieel niet aantrekkelijk om een groot net van spoorlijnen aan te leggen. Bovendien verhinderde de langdureige planontwikkeling een snelle realisatie. De naburige landen Hannover en Pruisen waren wel al bezig hun plannen te realiseren.
In 1864 sloten de landen Oldenburg en Pruisen een verdrag voor de aanleg van het traject van Bremen naar Oldenburg. Tevens verplichtte het land Pruisen zichzelf het traject van Heppens, het latere Wilhelmshaven, naar Oldenburg te gaan bouwen. De in 1864 opgerichte Großherzogliche Eisenbahnkommission ging op 1 april 1867 in de Großherzogliche Eisenbahndirektion Oldenburg over.
Op 17 november 1866 werd het eerste trajectdeel van de spoorlijn van Bremen naar Oldenburg, namelijk het traject naar Delmenhorst, geopend. In juni 1867 volgde de verlenging naar Bremen. In september 1867 werd het traject van Oldenbrug naar Heppens geopend.
In 1869 werd de oost-westverbinding van Bremen naar Oldenburg verlengd met het traject van Oldenburg naar Leer. Dit traject sloot aan op de spoorlijn Hamm - Emden. In 1871 werd het traject van Sande naar de stad Jever geopend. In 1873 werd het traject van Oldenburg naar Brake geopend. In 1875 werd het traject van Varel naar Nordenham geopend.
Tussen 1870 en 1876 werd het traject Wilhelmshaven - Oldenburg - Osnabrück, de Spoorlijn Wilhelmshaven - Osnabrück, aangelegd. Het traject liep tot Osnabrück-Eversburg waar het aansloot op het Hannoverschen Westbahn en het traject van Rheine naar Osnabrück.
In 1897 werd door de Jever-Carolinensieler Eisenbahngesellschaft het traject van Jever tot de haven van Harle overgenomen. Ook werd de veerboot naar Wangerooge en de smalspoorlijn Wangerooger Inselbahn overgenomen.
In 1920 werd de Großherzoglich Oldenburgische Eisenbahn in de nieuw opgerichte DR opgenomen.

## Trajecten
- Spoorlijn Oldenburg - Bremen
- Spoorlijn Oldenburg - Leer
- Spoorlijn Ihrhove - Nieuweschans
- Spoorlijn Oldenburg - Osnabrück
- Spoorlijn Oldenburg - Wilhelmshaven
- Spoorlijn Sande - Jever
- Spoorlijn Oldenburg - Brake
- Spoorlijn Varel - Rodenkirchen
- Spoorlijn Jever - Harle
- Spoorlijn Delmenhorst - Hesepe
- Spoorlijn Hude - Nordenham-Blexen